# Peter Luisi
Peter Luisi (* 1975 in Zürich) ist ein schweizerischer Filmregisseur, Filmproduzent und Drehbuchautor.

## Leben

### Ausbildung und Firmengründung
Luisi wuchs als Sohn eines Italieners und einer Amerikanerin in der Schweiz auf. Nach seinem Abitur an der Rudolf-Steiner-Schule in Zürich studierte er in den USA Film- und Videoproduktion, zunächst bis 1996 an der University of North Carolina at Wilmington, dann bis zu seinem Bachelorabschluss 1998 an der University of California, Santa Cruz.
In den folgenden zwei Jahren arbeitete Luisi als Filmeditor in der Werbebranche, bis er 2000 in Zürich seine eigene Produktionsfirma Spotlight Media Productions AG gründete. Ebenfalls an dieser Produktionsfirma beteiligt ist sein Bruder, der Produzent David Luisi. Peter Luisi, der von der Neue Zürcher Zeitung als Autorenfilmer beschrieben wird, arbeitet seither als Filmregisseur, Drehbuchautor und Produzent.

### Schaffen beim Film
2004 debütierte Luisi als Spielfilmregisseur mit der Komödie Verflixt verliebt, die für den Schweizer Filmpreis in der Kategorie Bester Spielfilm nominiert wurde und am Filmfestival Max Ophüls den Förderpreis Langfilm gewann. Luisi arbeitete auch an Drehbüchern, ohne als Regisseur beteiligt zu sein, etwa 2005 bei Vitus und 2010 bei Länger leben. Vitus, mit Bruno Ganz in einer Hauptrolle, wurde an der Berlinale 2006 uraufgeführt. Er gewann den Schweizer Filmpreis und war auf der Shortlist für eine Oscar-Nominierung in der Kategorie Bester fremdsprachiger Film.
Luisis dritte Regiearbeit Ein Sommersandtraum erhielt 2011 den Publikumspreis des Filmfestivals Max Ophüls und eine erneute Nominierung für den Schweizer Filmpreis als Bester Spielfilm. 2014 erschien Luisis Tragikomödie Schweizer Helden, in der Asylbewerber eine Aufführung von Wilhelm Tell proben und die beim Locarno Film Festival mit dem Publikumspreis geehrt wurde.  2017 erschien seine Komödie Flitzer mit dem Kabarettisten und Schauspieler Beat Schlatter als Co-Drehbuchautor und Hauptdarsteller. 2021 drehte Luisi mit Prinzessin nach Boys Are Us (2012) sein zweites Drama, 2023 folgte bei Bon Schuur Ticino eine erneute Zusammenarbeit mit Schlatter. In diesem satirischen Film geht es darum, dass die mehrsprachige Schweiz eine einheitliche Landessprache erhalten soll. Mit bis dahin fast 340'000 verkauften Tickets stieg Bon Schuur Ticino im März 2024 unter die zehn erfolgreichsten Schweizer Kinofilme aller Zeiten ein.
2024 erschien Luisis Film The Last Screenwriter, der aufgrund seiner Entstehungsgeschichte Aufmerksamkeit erhielt. Das Filmdrehbuch über einen Drehbuchautor, der feststellt, dass künstliche Intelligenz besser schreiben kann als er, wurde unter Vorgaben von Luisi vollständig von ChatGPT geschrieben. Luisi äusserte, er habe eine Debatte über die Nutzung von KI im Filmgeschäft anstossen wollen, und kündigte vor der Fertigstellung an, den Film aus diesem Grund kostenlos online zur Verfügung zu stellen. Der Film wurde als kontrovers gesehen, ein Londoner Kunstkino sagte die Premierenvorführung nach Kritik im Internet ab. Im gleichen Jahr wurde La Storia del Frank e della Nina von Paola Randi, den Luisi mit Fandango Media in Italien koproduzierte, bei den Filmfestspielen von Venedig uraufgeführt und gewann den Magic Lantern Award.

### Schaffen beim Fernsehen
Gemeinsam mit den Komikern Dominic Deville und Patrick Karpiczenko entwickelte Luisi die Late-Night-Show Deville Late Night, die ab 2016 auf SRF 1 lief. Luisi arbeitete an der Show auch mehrere Jahre lang als Produzent und Autor mit. Weitere realisierte Fernsehformate von Luisis Spotlight Media waren die Sketchshow Twist – die Sketchcomedy von 2013 sowie der Krimiparodie-Vierteiler Advent, Advent von 2020.

## Auszeichnungen (Auswahl)
Luisi ist mit seinen Filmen weltweit auf Filmfestivals vertreten. Er hat insgesamt 55 Auszeichnungen und 16 Nominierungen erhalten (Stand 2024).
Schweizer Filmpreis
- 2005: Nominiert in der Kategorie Bester Spielfilm für Verflixt verlobt
- 2007: Nominiert in der Kategorie Bestes Drehbuch für Vitus
- 2011: Nominiert in der Kategorie Bester Kurzfilm für Die Praktikantin
- 2011: Nominiert in der Kategorie Bester Spielfilm für Ein Sommersandtraum
- 2011: Nominiert in der Kategorie Bestes Drehbuch für Ein Sommersandtraum
- 2024: Nominiert in der Kategorie Bestes Drehbuch für Bon Schuur Ticino

Zürcher Filmpreis
- 2004: Auszeichnung für Verflixt verliebt

Filmfestival Max Ophüls Preis
- 2004: Nominierung für den Max-Ophüls-Preis für Verflixt verliebt
- 2004: Auszeichnung mit dem Förderpreis Langfilm für Verflixt verliebt
- 2011: Nominierung als Bester Spielfilm für Ein Sommersandtraum
- 2011: Auszeichnung mit dem Publikumspreis für Ein Sommersandtraum

Locarno Film Festival
- 2014: Publikumspreis für Schweizer Helden

Brussels International Fantastic Film Festival
- 2011: Silberner Méliès für Ein Sommersandtraum

## Filmografie
- 2002: Feuer oder Flamme (Fernsehfilm) (Drehbuch)
- 2004: Verflixt verliebt (Regie, Drehbuch, Produktion)
- 2005: Vitus (Drehbuch)
- 2006: Love Made Easy (Regie, Drehbuch, Produktion)
- 2010: Die Praktikantin (Kurzfilm) (Regie, Drehbuch, Produktion)
- 2010: Länger Leben (Drehbuch)
- 2011: Ein Sommersandtraum (Regie, Drehbuch, Produktion)
- 2012: Boys Are Us (Regie, Drehbuch, Produktion)
- 2013: Twist – die Sketchcomedy (Fernsehshow, 8 Episoden) (Regie, Drehbuch, Produktion)
- 2014: Schweizer Helden (Regie, Drehbuch, Produktion)
- 2016: Love and Loopholes (Kurzfilm) (Produktion)
- 2016–2019: Deville Late Night (Fernsehshow) (Produktion: 64 Episoden, Drehbuch: 19 Episoden)
- 2017: Flitzer (Regie, Drehbuch, Produktion)
- 2020: Advent, Advent (Fernsehserie, 4 Episoden) (Produktion)
- 2021: Prinzessin (Regie, Drehbuch, Produktion)
- 2023: Bon Schuur Ticino (Regie, Drehbuch, Produktion)
- 2024: The Last Screenwriter (Regie, Drehbuch, Produktion)
- 2024: La storia del Frank e della Nina (Produktion)